# Фабри (Перуђа)
Фабри је насеље у Италији у округу Перуђа, региону Умбрија.
Према процени из 2011. у насељу је живело 215 становника. Насеље се налази на надморској висини од 265 м.